# Pipiza carbonaria
Pipiza carbonaria är en tvåvingeart som beskrevs av Johann Wilhelm Meigen 1822. Pipiza carbonaria ingår i släktet gallblomflugor, och familjen blomflugor.
Artens utbredningsområde är Tyskland. Inga underarter finns listade i Catalogue of Life.